# Bornbergen
Bornbergen is een plaatsnaam die consistent voorkomt op vele oude kaarten van Brabant. Op kaarten van na de zeventiende eeuw is de naam Bornbergen niet langer te vinden. Het is onbekend wat er met dit dorp gebeurd is. Een andere aannemelijke verklaring is dat de naam Bornbergen verwijst naar zandheuvels die de bron zijn voor meerdere beekjes die in dit gebied ontspringen. Op geen van de oude kaarten is een vorm van bebouwing te vinden.
Bornbergen werd weergegeven bij het kruispunt van de as Postel-Balen en de as Luyksgestel-Dessel. Op deze positie is tegenwoordig geen lokaliteit met die naam. De achternamen van Bornbergen, Borrebergs komen in de onmiddellijke omgeving voor.